# Primarna
Rock skupina Primarna je nastala leta 1989 v Novi Gorici na pobudo kitarista Leona Ukmarja, potem ko sta z basistom Janijem Mlekužem osnovala avtorsko zasedbo. 
Ko sta se jima pridružila vokalist Božidar Batistič in bobnar Paolo Danelli, je Ukmar s soglasjem ostalih članov skupino poimenoval Primarna. Ime so si nadeli po obratu v nekdanji tovarni pohištva.
Z izzidom prve plošče 1992 so si sicer z majhnim, ampak zvestim avditorijem na Goriškem zagotovili skoraj kulten status.
Po letu 2012 delujejo v nekoliko spremenjeni zasedbi, nastopajo in snemajo nov material. 

## Diskografija
- Provokator (Corona, 1992)
- Ven it’ v mesto (Zlati zvoki, 2014)
- Strokovnjaki se čudijo (Lip Art, 2024)

## Videoposnetki
- Veter Peter
- Provokator